# Bačina
Bačina (Servisch: Бачина) is een plaats in de Servische gemeente Varvarin. De plaats telt 2381 inwoners (2002).